# Impatiens hunanensis
Impatiens hunanensis är en balsaminväxtart som beskrevs av Yi Ling Chen. Impatiens hunanensis ingår i släktet balsaminer, och familjen balsaminväxter. Inga underarter finns listade i Catalogue of Life.